# Ибадизам
Ибадитски покрет или ибадизам (арап. الاباضية []), је школа ислама доминантна у Оману и Занзибару. Припадници ове школе ислама се називају ибадитима или ибадијама. Ибадити се могу пронаћи и у Алжиру, Тунису, Либији и источној Африци. За овај покрет се верује да је основан 20 година након смрти муслиманског пророка Мухамеда, и претходи деноминацији сунита и шиита. Историчари и већина муслимана верују да је овај покрет реформисана секта у оквиру хариџита односно хариџитске школе; Ибадити, међутим, негирају све осим пролазне сличности са хариџитима и истичу да су се само развили из исте групе претече.
Иако се Ибадити строго придржавају шеријата, у јавним и приватним стварима описани су као пуританци, карактер њиховог покрета се сматра једним од представника умерености и толеранције према другим религијама и погледима.

## Историја
Школа је добила име по Абдулаху ибн Ибаду из племена Тамим. Ибн Ибад био заслужан за осамостаљивање покрета и растанка од хариџита у време у које Абд ел Малика ибн Марвана, пети омејадски владар, ступио на власт. Међутим, прави оснивач био је Џабир ибн Зејд из Низве, Оман. У почетку, теологија овог ибадитског покрета развијена је у Басри, Ирак. Ибадити се противе владавини трећег халифе у исламу, Османа ибн Афана, али за разлику од више екстремних хариџита ибадити одбацују убиство Османа као и хариџитско уверење да су сви муслимани који имају различита становишта неверници. Ибадити се противе владавини трећег халифе у исламу, Османа ибн Афана, али за разлику од више екстремних хариџита ибадити одбацују убиство Османа као и хариџитско уверење да су сви муслимани који имају различита становишта неверници. Ибадис били међу умеренијим групама које су противиле четвртом халифи, Алију, и желели су врате ислам у облику пре сукоба између Алије и Муавије I.
Због њиховог противљења Омејадском халифату, ибадити су покушали оружани устанак започет у региону Хиџаза током 8. века. Халиф Марван II водио је јаку војску од 4.000 и протерао ибадите прво у Меки, а затим у Сани у Јемену, а на крају су их окружили у Шибаму у западном Хадрамауту. Проблеми у срцу њихове државе, у Сирији, приморало Омејаде да потпишу мировни споразум са ибадитима, а покрету (секти) је дозвољено да задржи заједницу у Шибаму током наредна четири века док су још плаћали порез ибади властима у Оману. Након смрти Марвана II, Џабир ибн Зејд одржавао је пријатељство са омејадским генералом Ал-Хаџаџом ибн Јусуфом, који је подржао ибадите као противтежа екстремним хариџитима. Ибн Зејд наредио атентат на једног од Ал-Хаџаџових шпијуна, међутим, и у реакцији на то многи ибадити су били затворени или протерани у Оман.
Током 8. века да ибадити успостављају имамат у унутрашњем простору Омана. Позиција је била изборна, за разлику од сунитских и шиитских династија где је важило правило наслеђивања. Ови имами вршили су политичке, духовне и војне функције.
До 900. године, ибадитски покрет се проширио на Синд, Хорасан, Хадрамаут, Зофар, Мускат, на планинама Нафуса, и Кешм. До 1200. године, секта је била присутна у Ал-Андалусу, Сицилији, М'заб (Алжирска Сахара), и у западном делу Сахел региона такође. Последњи ибадити из Шибама протерани су од стране Сулаихидске династије у 12. веку. У 14. веку, историчар Ибн Халдун се позвао на остатке ибадитског утицаја у Хадрамауту, иако секта у том региону више не постоји данас.

### Односи са другим заједницама
Упркос томе што су претходили свим сунитским и шиитским школама по неколико деценија, ибадити и њихова веровања остају углавном мистерија за аутсајдера - немуслимане, па чак и друге муслимане. Ибадити су тврдили, са образложењем, да док читају радове и сунита и шиита, чак и учени људи те две секте никада не читају ибадитске радове и често понављају митове и лажне информације приликом обраћања на тему ибадизма без истинског истраживања. Изолована природа Омана потпомогла је ибадитској деноминацији, тајанствен по природи, савршено је окружење за развој у изолацији од исламске матице. ибадити су били одсечени чак и од хариџитске секте због Ибн Ибадове критике њихових практиковања и одбијања њихових екстремнијих уверења. Ширење ибадизма у Оману у суштини представља тријумф теологије над племенским феудализмом и сукобима.
Због сељења ибадитског покрета из Хиџаза у Ирак и онда даље, ибадитски историчар Ал-Салими је једном написао да је ибадизам птица чије је јаје постављено у Медини, онда се излегло у Басри и одлетео ка Оману.

## Учења
Ибадитска држава, са правом тврди да њихова школа датира још пре главних исламских школа, стога се ибадизам сматра раним и високо ортодоксним тумачењем ислама. Ова заједница се генерално сматра конзервативном.
Њихови ставови асимилују се са хариџитским, у томе да је став правог верника према другима изражен у три верске обавезе:
- : пријатељство и заједништво са практиковањем правих веровања.
- : дистанцирање (али не непријатељство) од неверника, грешника и они предодређених за пакао.
- : резервисаност према онима чији статус није дефинисан.

### Доктринарне разлике са другим покретима
Ибадити имају неколико доктринарних разлика са другим исламским покретима, главне међу њима су:
- Бог се неће показати муслиманима Судњег дана, веровање које деле са шиитима. Сунити верују да ће муслимани видети Бога Судњег Дана.[17]
- Ко год уђе пакао ће тамо остати заувек. Ово је у супротности са сунитским уверењем да ће муслимани који улазе пакао живети тамо неко одређено време да прочисте своје грехе, након чега ће ући у рај.
- Куран је створен од Бога у одређеном тренутку; док се сунити држе тога да је Куран реч Божија, како је приказано по страдању Ахмеад ибн Ханбал током михне.
- Непотребно је имати једног лидера за цео муслимански свет, а ако ни један лидер није способан за тај посао онда муслиманске заједнице могу саме да владају.[10][12] Ово се разликује и од сунитског веровања у халифат и шиитског веровања у имамат.[11][18][19]
- Није неопходно за владара муслимана да води порекло из племена Курејш, племе муслиманског пророка Мухамеда.[11][12] Ово се разликује и од шиита, као и код већине сунита.[20]

### Погледи на исламску историју и халифат
Ибадити се слажу са сунитима у вези са Ебу Бекром и Омером као праведних халифа. Сматрају прву половину владавине Османа ибн Афана као праведну и другу половину као корумпирану и под утицајем непотизма и јереси. Они одобравају прву половину Алијевог халифата, и (као шиити) оспоравају Аишину побуну и ММуавијин револт. Међутим, сматрају прихватање Алијеве арбитраже у бици код Сифина као неподобним за вођство, и осуђују га за убијање хариџита из Нахра у Нахарвану. Модерни ибадитски теолози бране рано хариџитско противљење Осману, Алији и Муавији. Марокански истраживач Ибн Батута посматрао је ибадитску петковну молитву у Оману – и рекао је да су се молили на исти начин као током Зухур молитве (подневна молитва) - и приметио да су позивали Божју милост за Ебу Бекра и Омера, али не и за Османа и Алију.
По њиховом уверењу следећи легитимни халиф био Абдулах Бин Вахб Ал-Расиби, вођа хариџита који су се окренули против Алије за његово прихватање арбитраже са Муавијом. Сви халифи од Муавије па надаље се сматрају тиранима осим Омера ибн Абд ел Азиза, за кога не мисле тако. Бројни ибадитски лидери признати су као истински имами, укључујући Абдуллаха ибн Јахја ел Киндија из Јужне Арабије и имами из династије Рустамид из северне Африке. Традиционално, конзервативни омански ибадизам одбацује монархију и наследно правило, и изабрани су ибадитски лидери. Упркос горким верским споровима свуда, ибадити су реалисти и верују да разлог и политичка целисходности морају очеличити идеалну исламску државу.

### Погледи наХадисе
Ибадити за аутентичне хадисе прихватитили су далеко мањи број него сунити, а неке од њих прихваћене од стране ибадита одбацују сунити. Ибадитска судска пракса, наравно, заснива се само на хадисима које су они прихватили. Неколико од оснивача ибадизма су познати по својим истраживањима хадиса, а Џабир ибн Зејд је прихваћен као поуздан наратор од стране сунитских научника, као и од стране ибадитских. После смрти Ибн Ибада, Ибн Зејд је преузео да води покрет и повукли су се у Оман, где његов хадис заједно са онима раних ибадита формирају корпус њиховог тумачења исламског закона.

### Погледи на судску праксу
Фикх или судска пракса ибадита је релативно једноставна. Апсолутна власт се даје Курану и хадису; иновације прихваћени на основу кијаса или аналогног закључивања, су одбачене као новотарије (Bid‘a) од стране ибадита. По овоме се разликују од већине сунита, али се слажу са већином шиита, као и захирити и ране ханбалитске школе суфизма.

## Демографија
Муслимани ибадити чине већину (око 75%) становништва у Оману. Као резултат тога, Оман је једина земља у муслиманском свету са ибадитски-већинском популацијом. Рано средњовековна династија Рустамид у Алжиру биола је ибадитска, и избеглице из престонице Тиарет основали су ибадитску заједницу у Северној Африци која постоји и данас у М'забу. Мозабити, Берберска етничка група у М'забу, су ибадити. Ибадите можемо наћи и у источној Африци (нарочито Занзибар), на Нафуса планинама Либије, и Дјерба Острвима у Тунису.

## Значајни ибадити

### Појединци
- Сулејман ел Баруни, гувернер Триполитаније
- Ахмед бин Хамад ел Халили, тренутни Велики муфтија Омана
- Кабус бин Саид ел Саид, султан Омана
- Нури Абусахмејн, председник Националног Конгреса и тренутни вођа либијске државе
- Муфди Закарија, песник, писац и милитантни националиста, аутор алжирске химне

### Династије
- Рустамидска династија (776—909)
- Набхани династија (1154—1624)
- Јаруба династија (1624—1742)
- Ал-Саид (1742-данас)